# Sant Martí d'Escaró
Sant Martí d'Escaró és l'església del poble d'Escaró, a la comuna del mateix nom, de la comarca del Conflent, a la Catalunya del Nord.
És en el poble d'Escaró d'Avall, al sud del nucli urbà actual. No era el seu lloc original, ja que la primitiva església de Sant Martí era al desaparegut Escaró d'Amunt.

## Història
L'església original era romànica, i estava situada al Veïnat d'Amunt, però l'edifici i el cementiri que tenia al costat van ser destruïts els anys 30 del segle xx a causa de l'esfondrament del terreny causat per les explotacions mineres. Després d'un llarg plet contra la societat minera Anzin  Arxivat 2013-06-24 a Wayback Machine., entre el 1952 i el 1954 es construí l'església actual, en una nova localització més baixa, aprofitant el disseny i les pedres de l'anterior. De l'església vella, en queden algunes restes, molt minses, en el seu emplaçament original.

## Arquitectura
La planta és rectangular, i la tanca un absis semicircular, amb dues capelles laterals inscrites en els murs, cosa que li dona un aspecte de creuer en trèvol. Corona l'edifici un campanar d'espadanya. Pretén ser una imitació de l'església original.

## Mobiliari
Part del mobiliari original se salvà, també. S'hi poden admirar dues marededéus assegudes policromes, del segle xiii, una estàtua de sant Martí muntant a cavall (segle xiv) i panells provinents de retaules del segle dissetè dedicats a la Mare de Déu i a sant Joan Baptista. També es va conservar l'antiga pica baptismal i una rodella de campanetes, una mena d'instrument musical conservat únicament a Catalunya, que està pendent de restauració.